# Alekseï Petrouchine
Alekseï Alekseïevitch Petrouchine (en russe : Алексей Алексеевич Петрушин) est un footballeur et entraîneur de football russe né le 29 janvier 1952 à Lioubertsy.

## Biographie

### Carrière de joueur
Né et formé dans la ville de Lioubertsy, Alekseï Petrouchine intègre durant sa jeunesse les rangs de l'équipe professionnelle locale du Torpedo Lioubertsy. Il rejoint en 1970 le Dynamo Moscou où il évolue dans un premier temps avec l'équipe réserve avant de faire ses débuts en première division soviétique à l'âge de 20 ans le 3 juin 1972 contre le Dynamo Kiev. Il marque son premier but dans l'élite un mois plus tard contre le Spartak Moscou le 15 juillet.
Il s'impose par la suite comme un titulaire régulier au sein de la défense du Dynamo tout au long des années 1970 jusqu'à son départ en 1981, cumulant en tout 306 rencontres jouées pour 24 buts marqués. Il contribue ainsi aux succès du club durant cette période, remportant notamment le championnat soviétique au printemps 1976 ainsi que la coupe nationale en 1977. Il prend de plus part à dix-neuf rencontres européens dans la Coupe UEFA et la Coupe des coupes, marquant notamment contre l'Östers IF le 2 octobre 1974 dans le cadre du premier tour de la Coupe UEFA 1974-1975,.
Après son départ de Moscou à la mi-saison 1981, Petrouchine rallie le Pakhtakor Tachkent pour lequel il joue jusqu'à la fin d'année 1984. Il passe ensuite brièvement au Kouban Krasnodar en deuxième division en début d'année 1985 avant de mettre un terme à sa carrière durant le mois de juin à l'âge de 33 ans.

### Carrière d'entraîneur
Se reconvertissant comme entraîneur après sa fin de carrière, Petrouchine intègre l'encadrement technique du Shakhrikhanets Shakhristan pour le reste de l'année 1985 avant de rejoindre celui du Pakhtakor Andijan entre 1986 et 1987. Il devient ensuite entraîneur principal de l'équipe durant le premier semestre 1990. Il dirige par la suite les équipes du Prometeï et du Torpedo Lioubertsy durant l'année 1991.
Au mois de mai 1992, il est appelé à la tête du Dinamo-Gazovik Tioumen qu'il dirige pour le reste de la saison 1992. Il échoue par la suite à maintenir le club dans la première division et s'en va en fin d'année. Il prend dans la foulée la direction de l'Arsenal Toula au troisième échelon, l'amenant à la deuxième place de son groupe en 1993 avant de quitter ses fonctions en septembre 1994. Il entraîne ensuite le Spartak Chtchiolkovo dans la même division durant l'année 1995.
Après ces années dans les divisions inférieures, Petrouchine intègre en début d'année 1996 le staff du Dynamo Moscou, dirigeant notamment l'équipe réserve du club jusqu'en 1999. À la suite du départ de l'entraîneur Gueorgui Iartsev au mois de juin 1999, il est appelé à la tête de l'équipe pour la fin de la saison 1999, l'amenant à la cinquième place du championnat. Non-retenu par la suite, il quitte Moscou en décembre 1999 et devient quelques jours plus tard entraîneur du Chinnik Iaroslavl. Il ne dirige cependant l'équipe que six mois avant d'être renvoyé dès le mois de juin 2000.
Nommé à la tête du FK Khimki en décembre 2000, il n'y reste là encore que quelques mois avant  de s'en aller au mois d'août 2001. Il entraîne par la suite le Loukoil Tcheliabinsk au cours des années 2002 et 2003. En juin 2003, il intègre l'encadrement technique du club kazakh du Kaïrat Almaty sous les ordres de Leonid Ostrouchko (ru) puis de Leonid Pakhomov (en). Le départ de ce dernier en mai 2004 amène Petrouchine à prendre la tête de l'équipe qu'il amène à la victoire en championnat en fin d'année ainsi qu'à la finale de la coupe nationale, qui est quant à elle perdue face au FK Taraz. Il cependant renvoyé de son poste au mois de juillet 2005 après l'élimination du club face au Artmedia Bratislava lors du premier tour de qualification de la Ligue des champions.
En mai 2006, il est nommé à la tête du Dinamo Minsk pour le reste de la saison 2006, amenant l'équipe à la deuxième place du championnat. Il entraîne par la suite quelque temps dans les échelons inférieurs, dirigeant successivement le Metallourg Lipetsk en 2007, le FK Loukhovitsy (en) de mai à août 2008, le Sokol Saratov entre septembre et novembre 2010 et le FK Tcheliabinsk de janvier 2011 à août 2012.
Petrouchine fait son retour au Kazakhstan durant le mois de mai 2014 en prenant la tête du Spartak Semeï, avec qui il ne peut cependant pas éviter la relégation en fin d'année. Il reste ensuite en poste pour la saison 2015 dans la deuxième division, amenant le club en sixième position avant de s'en aller alors que le Spartak connaît des problèmes financiers qui amènent par la suite à sa disparition. Il prend par la suite la direction de l'Ordabasy Chimkent pour la saison 2017, qu'il amène en troisième position avant de partir en début d'année 2018 à la fin de son contrat,. Il entraîne par la suite le FK Aktobe au deuxième échelon entre mars et septembre 2020.

## Statistiques

### Statistiques de joueur
| Saison                | Club                  | Championnat           | Championnat | Championnat | Coupe(s) nationale(s) | Coupe(s) nationale(s) | Compétition(s) continentale(s) | Compétition(s) continentale(s) | Compétition(s) continentale(s) | Total | Total |
| Saison                | Club                  | Division              | M.          | B.          | M.                    | B.                    | Comp.                          | M.                             | B.                             | M.    | B.    |
| 1972                  | Dynamo Moscou         | D1                    | 12          | 2           | -                     | -                     | -                              | -                              | -                              | 12    | 2     |
| 1973                  | Dynamo Moscou         | D1                    | 30          | 3           | 7                     | 0                     | -                              | -                              | -                              | 37    | 3     |
| 1974                  | Dynamo Moscou         | D1                    | 25          | 3           | 6                     | 0                     | C3                             | 4                              | 1                              | 35    | 4     |
| 1975                  | Dynamo Moscou         | D1                    | 30          | 2           | -                     | -                     | -                              | -                              | -                              | 30    | 2     |
| 1976                  | Dynamo Moscou         | D1                    | 26          | 0           | 3                     | 0                     | C3                             | 1                              | 0                              | 30    | 0     |
| 1977                  | Dynamo Moscou         | D1                    | 26          | 1           | 6                     | 0                     | C2                             | 4                              | 0                              | 36    | 1     |
| 1978                  | Dynamo Moscou         | D1                    | 28          | 4           | 4                     | 0                     | C2                             | 4                              | 0                              | 36    | 4     |
| 1979                  | Dynamo Moscou         | D1                    | 33          | 3           | 7                     | 1                     | C2                             | 2                              | 0                              | 42    | 4     |
| 1980                  | Dynamo Moscou         | D1                    | 29          | 3           | 2                     | 1                     | C2+C3                          | 2+2                            | 0                              | 35    | 4     |
| 1981                  | Dynamo Moscou         | D1                    | 5           | 0           | 8                     | 0                     | -                              | -                              | -                              | 13    | 0     |
| Sous-total            | Sous-total            | Sous-total            | 244         | 21          | 43                    | 2                     | -                              | 19                             | 1                              | 306   | 24    |
| 1981                  | Pakhtakor Tachkent    | D1                    | 18          | 1           | -                     | -                     | -                              | -                              | -                              | 18    | 1     |
| 1982                  | Pakhtakor Tachkent    | D1                    | 28          | 0           | 7                     | 0                     | -                              | -                              | -                              | 35    | 0     |
| 1983                  | Pakhtakor Tachkent    | D1                    | 22          | 1           | 2                     | 0                     | -                              | -                              | -                              | 24    | 1     |
| 1984                  | Pakhtakor Tachkent    | D1                    | 10          | 0           | 2                     | 0                     | -                              | -                              | -                              | 12    | 0     |
| Sous-total            | Sous-total            | Sous-total            | 78          | 2           | 11                    | 0                     | -                              | -                              | -                              | 89    | 2     |
| 1985                  | Kouban Krasnodar      | D2                    | 6           | 0           | -                     | -                     | -                              | -                              | -                              | 6     | 0     |
| Total sur la carrière | Total sur la carrière | Total sur la carrière | 456         | 39          | 39                    | 6                     | -                              | 19                             | 1                              | 514   | 46    |

### Statistiques d'entraîneur
| Spartak Andijan        | janvier 1990       | juin 1990         | 15  | 2   | 3   | 10  | 13,3 |
| Dinamo-Gazovik Tioumen | 10 mai 1992        | décembre 1992     | 24  | 4   | 1   | 19  | 16,7 |
| Arsenal Toula          | 1993               | septembre 1994    | 69  | 41  | 14  | 14  | 59,4 |
| Spartak Chtchiolkovo   | 1995               | 1995              | 42  | 20  | 6   | 16  | 47,6 |
| Dynamo Moscou          | 19 juin 1999       | 10 décembre 1999  | 22  | 8   | 7   | 7   | 36,4 |
| Chinnik Iaroslavl      | 15 décembre 1999   | 8 juin 2000       | 12  | 6   | 2   | 4   | 50,0 |
| FK Khimki              | 14 décembre 2000   | 21 août 2001      | 23  | 6   | 4   | 7   | 26,1 |
| Kaïrat Almaty          | 2 mai 2004         | 26 juillet 2005   | 58  | 41  | 11  | 6   | 70,7 |
| Dinamo Minsk           | 25 mai 2006        | 16 novembre 2006  | 27  | 16  | 8   | 3   | 59,3 |
| Metallourg Lipetsk     | 17 janvier 2007    | 26 décembre 2007  | 31  | 20  | 7   | 4   | 64,5 |
| FK Loukhovitsy (en)    | 5 mai 2008         | 30 août 2008      | 22  | 14  | 4   | 4   | 63,6 |
| Sokol Saratov          | 1er septembre 2009 | 10 novembre 2010  | 39  | 20  | 10  | 9   | 51,3 |
| FK Tcheliabinsk        | 11 janvier 2011    | 30 août 2012      | 50  | 22  | 16  | 12  | 44,4 |
| Spartak Semeï          | 20 mai 2014        | 2015              | 45  | 18  | 10  | 17  | 40,0 |
| Ordabasy Chimkent      | 5 février 2017     | 6 janvier 2018    | 39  | 20  | 6   | 13  | 51,3 |
| FK Aktobe              | 18 février 2020    | 26 septembre 2020 | 3   | 1   | 2   | 0   | 33,3 |
| Total                  | Total              | Total             | 521 | 259 | 111 | 145 | 49,7 |

## Palmarès
| Dynamo Moscou - Championnat d'Union soviétique (1) : - Vainqueur : 1976 (printemps). - Coupe d'Union soviétique (1) : - Vainqueur : 1977. - Finaliste : 1979. | \| Kaïrat Almaty - Championnat du Kazakhstan (1) : - Champion : 2004. - Coupe du Kazakhstan : - Finaliste : 2004. \| Dinamo Minsk - Championnat de Biélorussie : - Vice-champion : 2006. \| |
| Kaïrat Almaty - Championnat du Kazakhstan (1) : - Champion : 2004. - Coupe du Kazakhstan : - Finaliste : 2004.                                                | Dinamo Minsk - Championnat de Biélorussie : - Vice-champion : 2006. |